# Xanthaciura thetis
Xanthaciura thetis är en tvåvingeart som beskrevs av Friedrich Georg Hendel 1914. Xanthaciura thetis ingår i släktet Xanthaciura och familjen borrflugor.
Artens utbredningsområde är Bolivia. Inga underarter finns listade i Catalogue of Life.